# Jernej (priimek)
Jernej je priimek v Sloveniji, ki ga je po podatkih Statističnega urada Republike Slovenije na dan 1. januarja 2021 uporabljalo 27 oseb. Ta priimek je po pogostnosti na 11.307 mestu.
Priimek Jernej je nastal iz imena Jernej, oz. prvotno tudi Bartolomej. Iz imena Jernej in njegovih oblik so nastali priimki Arne, Arnečič, Arnejc, Arnejčič, Arnejšek, Jerne, Jernečič, Jernej, Jernejc, Jernejčič, Jernejec, Jernejšek ter Bartel, Bartelj, Bartol, Bartolj, Brtoncelj, Paternež, Patrnoš.